# جعرور أصفر الحنجرة
جعرور أصفر الحنجرة (الاسم العلمي: Gerrhosaurus flavigularis) (بالإنجليزية: yellow-throated plated lizard)‏ هو نوع من الزواحف يتبع جنس الجعرور من فصيلة الجعروريات.